# Премия Муз-ТВ 2024
19-я национальная телевизионная премия в области популярной музыки МУЗ-ТВ 2024 состоялась 14 июня 2024 года в Москве в Многофункциональном спортивном комплексе «ЦСКА Арена». Генеральным продюсером церемонии этого года выступил Андрей Резников

## Ведущие шоу
13 марта 2024 года в самом высоком в мире ресторане «BIRDS» состоялся пресс-завтрак Премии МУЗ-ТВ 2024 «Возвращение», на котором был объявлен список ведущих. Ими стали Владимир Маркони, Лера Кудрявцева, Клава Кока и Лолита.
23 апреля 2024 года в отеле «Marriott Imperial Plaza» на гала-ужине было объявлено имя пятого ведущего. Им стал Николай Басков.

## Выступления
| Исполнитель                                                   | Песня                   |
| ------------------------------------------------------------- | ----------------------- |
| ANNA ASTI                                                     | «Царица»                |
| Gayazovs Brothers                                             | «Фаина»                 |
| Мари Краймбрери                                               | «Океан»                 |
| Григорий Лепс                                                 | Мегамикс                |
| Artik & Asti                                                  | «Качели»                |
| Акулич, Молодой Платон, Galibri & Mavik, NLO, 5УТРА, Amirchik | Мегамикс                |
| Ольга Бузова                                                  | «Верни»                 |
| Лолита                                                        | «Марлен»                |
| SHAMAN                                                        | «Я русский»             |
| МОТ                                                           | Мегамикс                |
| Блестящие, Анна Семенович, Юлия Ковальчук и Наталья Фриске    | «А на море белый песок» |
| Три дня дождя                                                 | «Отпускай»              |
| Клава Кока                                                    | «Замуж»                 |
| Дима Билан                                                    | «Острой бритвой»        |
| Люся Чеботина                                                 | «Лучшая подруга»        |
| Филипп Киркоров                                               | «Слухи»                 |
| Руки Вверх!                                                   | Мегамикс                |

Также на Премии было выступление Жанны Агузаровой с песней «Один поцелуй моряка», однако из прямой трансляции это выступление было вырезано. Позже был анонсирован выпуск выступления на Youtube-канале МУЗ-ТВ, но так и не было опубликовано, сам телеканал никак не прокомментировал данную ситуацию.

## Номинанты
Победители отмечены галочкой
| Лучшее видео | Лучшее танцевальное видео |
| --- | --- |
| - Дима Билан — «Острой бритвой» - INSTASAMKA — «За деньги да» - Zivert — «Бери и беги» - ANNA ASTI — «Царица» - Моя Мишель — «Ветер меняет направление» - Владимир Пресняков — «Живи» - Мот — «Случайности не случайны» - Винтаж, ТРАВМА, SKIDRI, DVRKLXGHT — «Плохая девочка»                                                                        | - ANNA ASTI — «Царица» - INSTASAMKA — «За деньги да» - Мари Краймбрери — «Мне так повезло» - Filatov & Karas — «Мимо меня» - INSTASAMKA, Лолита — «На Титанике» - Клава Кока — «Замуж» - DJ Smash & Клава Кока — «Пятница» - Niletto, Олег Майами, Лёша Свик — «Не вспоминай»                   |
| Прорыв года | Лучшая группа |
| - AMIRCHIK - INSTASAMKA - Ева Власова - 5УТРА - SHAMAN - Гио Пика - Три дня дождя - Xolidayboy | - HammAli & Navai - Filatov & Karas - GAYAZOV$ BROTHER$ - Artik & Asti - Моя Мишель - Руки Вверх! - The Hatters - Три дня дождя |
| Лучшая коллаборация | Лучший альбом |
| - INSTASAMKA, Лолита — «На Титанике» - Niletto, Олег Майами, Лёша Свик — «Не вспоминай» - Звонкий, Ева Польна — «Hasta la Vista» - Моя Мишель & Ваня Дмитриенко — «Рыбка» - Люся Чеботина & Филипп Киркоров — «КОРОЛЕВА» - Zivert & PIZZA — «Залипательно» - Кравц, Гио Пика — «Где прошла ты» - Винтаж, ТРАВМА, SKIDRI, DVRKLXGHT — «Плохая девочка» | - ANNA ASTI — «Царица» - Мари Краймбрери — «Почему у меня нет парня»" - Дима Билан — «Пять хитов» - Ваня Дмитриенко — «Параноик» - Zivert — «В МИРЕ ВЕСЁЛЫХ» - Ева Польна — «Открытый космоc» - Трибьют Валерии - Три дня дождя — «melancholia»                                                 |
| Лучшая Cover-версия | Лучшее концертное шоу |
| - INSTASAMKA, Лолита — «На Титанике» - Баста, МакSим — «Наше лето 2.0» - Лёша Свик — «Замок из дождя» - AMIRCHIK — «Розовый вечер» - Люся Чеботина — «ИМПЕРАТРИЦА» - Никита & Дима Билан — «Улетели навсегда» - Zivert & Therr Maitz — «ТВОРИ ДОБРО» - Xolidayboy — «Океаны»                                                                          | - Руки Вверх! — «Лужники» - Мари Краймбрери — «ВТБ Арена» - ANNA ASTI — «МТС Лайв Холл» - Дима Билан — «Крокус Сити Холл» - Леонид Агутин — «ВТБ Арена» - Лолита — «Крокус Сити Холл» - Полина Гагарина — «Мегаспорт» - Сергей Лазарев — «Крокус Сити Холл»                                     |
| Лучшее лирическое видео | Лучшая песня |
| - Дима Билан — «Острой бритвой» - Мот — «Случайности не случайны» - Моя Мишель — «Ветер меняет направление» - Мари Краймбрери — «Случилась осень» - Ваня Дмитриенко — «Пицца» - HammAli & Navai — «Птичка» - Владимир Пресняков — «Живи» - ANNA ASTI — «Верю в тебя»                                                                                  | - ANNA ASTI — «Царица» - Мари Краймбрери — «Мне так повезло» - Дима Билан — «Острой бритвой» - Filatov & Karas — «Мимо меня» - Мот — «Случайности не случайны» - Мари Краймбрери — «Случилась осень» - Винтаж, ТРАВМА, SKIDRI, DVRKLXGHT — «Плохая девочка» - Кравц, Гио Пика — «Где прошла ты» |
| Лучший в сети | Лучшая исполнительница |
| - Клава Кока - Милана Хаметова - Хабиб - Ольга Бузова - Филипп Киркоров - Люся Чеботина - SHAMAN - AMIRCHIK | - ANNA ASTI - Мари Краймбрери - Zivert - Лолита - Люся Чеботина - Клава Кока - Полина Гагарина - INSTASAMKA |
| Лучший исполнитель | |
| - Дима Билан - JONY - Баста - Ваня Дмитриенко - Мот - Леонид Агутин - Владимир Пресняков - Сергей Лазарев | |

### Специальные номинации
- Новая легенда — Shaman
- За вклад в развитие культуры — Игорь Крутой
- Легенда вне времени — Жанна Агузарова
- Легенда российской популярной музыки — Жанна Фриске (посмертно). Награду получил отец певицы.
- Музыкальное открытие года RUTUBE — IVAN